# Феноменология духа
«Феноменоло́гия ду́ха» (нем. Phänomenologie des Geistes) — первая из крупных работ Гегеля, явившаяся в то же время первым выражением всей его системы абсолютного идеализма.
Закончена в Йене (тогда центре немецкого романтизма) под звуки канонады Йенского сражения. Единственная рукопись сочинения была отправлена в типографию, и какое-то время автор считал её утраченной. Подготовлена к печати в 1805−1806 годах. Увидела свет в 1807 году под названием «Система наук. Первая часть. Феноменология духа». Одним из предварительных заголовков книги был также «Наука об опыте сознания».
Метод, использованный Гегелем в «Феноменологии духа», оказал значительное влияние на современников, включая противников, течения старо- и младогегельянцев, Фейербаха, Маркса, Кьеркегора, Хайдеггера, Сартра и многих других. Маркс в «Экономическо-философских рукописях 1844 года» назвал это произведение «истинным истоком и тайной гегелевской философии».

## Предыстория работы
Со времени Парменида философия претендовала раскрыть то, что существует поистине, непреходяще во времени, то есть фундаментально истинное содержание всех явлений природы и истории. Гегель поддерживает и продолжает такую точку зрения.
Начиная с Сократа и Платона философия всегда начиналась с критического исследования уже имеющегося знания. Гегель продолжает и эту точку зрения, согласно которой философия производит работу над уже имеющимся знанием, раскрывая истинное, действительно содержащееся в этом знании.
Начиная с Канта философия занимается возможностями, согласно которым становятся возможны знания, получаемые учёными. Философия не ищет способ приобрести истинное знание, которое достигается наукой, а изучает то, как это приобретение стало возможным. Кант прерывает философскую метафизическую традицию, которая стремилась дополнять работу учёного метафизическими предметами.
Трансцендентальное исследование Канта впервые изучает формы познания субъекта познания. Это исследование ограничивает себя эмпирическим опытом человека, а его главным предметом выступают субъективные формы познания. Гегель продолжает и эту традицию, но вносит существенно новизну.

## Содержание работы
Всё дело в том, чтобы понять и выразить истинное не как субстанцию только, но равным образом и как субъект.
— Гегель Г.В.Ф. Феноменология духа
По мысли Гегеля, следует выйти за пределы кантовского ограничения эмпирическим познанием и рассмотреть субъект познания в связи с окружающей субстанцией, а субстанцию в связи с познающим субъектом. Из этого следует пересмотр прежнего понимания и субъекта познания, и познаваемой этим субъектом субстанции. Новое понимание и прогресс становятся возможны после тщательного изучения форм познания, поэтому главным предметом «Феноменологии духа» выступают формы знания, в которых существует содержание («предметность»), полученное человеческим мышлением в ходе всего предшествовавшего феноменологии взаимодействия с миром. Предпосылка исследования Гегеля более фундаментальна, чем предпосылка исследования Канта: не факт явления научного знания, а факт явления наличного знания вообще (в том числе ненаучного). «Феноменология духа» исследует их как известное, но не понятое.
Гегель делает предметом изучения духовное, оставляя материальное, бездуховное за пределами науки о явлениях духа. Как ранее сознание человека вырабатывало знание о предметах, так в «Феноменологии духа» сознание человека вырабатывает знание о явлениях сознания. Это изучение самого познания не принадлежит отдельному субъекту, но является частью всеобщего сознательного субъекта или духа. В изучении форм знания заложен интерес к всеобщему для людей духу. Только тщательное познание ограничений субъективных форм познания («конечная определённость») позволяет субъекту получить «абсолютное знание», то есть форму познающего субъекта, очищенную от всего личного и эмпирического. «Феноменология духа» соединяет все формы познания, выясняя их истинность и неистинность, двигаясь в сторону абсолютного, философского знания, то есть истинно научного познания.
Это философское познание невозможно без субъекта познания, поэтому «Феноменология духа» также является философским образованием для субъекта познания, хотя её целью не является обучение людей философии. Цель «Феноменологии духа» заключается в нахождении самой возможности философского (истинно научного) познания через преодоление своих субъективных ограничений, что позволяет философии переработать и усвоить все прочие формы духа, тем самым доказывая своё превосходство над каждой из них. Согласно Гегелю (см. Введение) наука, выступая на сцену, сама есть только некоторое явление наряду с другим знанием. Наука не может просто отвергнуть неподлинное знание под тем предлогом, что она является истиной, а неподлинное, обыденное знание для неё ничего не значит. Ведь последнее, напротив, заявляет, что оно истинно и для него наука ничто. Одно голое уверение имеет одинаковый вес, как и другое. Именно поэтому наука должна выступить, последовательно излагая являющееся знание и его критику, чтобы в нём самом показать его неистинность.
Последовательность формообразований, которую сознание проходит на этом пути, есть история образования самого сознания до уровня науки. Более того, в этом последовательном движении от одной формы являющегося знания к другой, мы проходим полноту всех форм существования знания, и потому критика являющегося знания есть одновременно изложение самой науки об опыте сознания и обучение ей. Научным дополнением к изложению различных форм существования знания Гегель считает необходимую (логическую) связь, при которой от одной формы знания мы переходим к другой. Этот переход Гегель и называет опытом сознания. Эта связь различных форм знания определяет необходимость последовательного движения, у которого со своей стороны есть цель — она там, где знание выдерживает критику опытом. Именно поэтому «Феноменология Духа» осуществляет одну из главных идей Гегеля, состоящих в том, что истинное знание должно быть системой знания, а истинная наука — системой наук.
В своём исследовании форм познания («Феноменологии духа») Гегель не затрагивает содержания познания, исследуя только его форму. Он исследует субстанцию только со стороны формы, которую субстанция принимает для субъекта познания. Гегель продолжает традицию Канта, в которой субъект познания не вторичен по отношению к объективной реальности. Субъект познания накладывает определённую форму познания на субстанцию, и поэтому он не находится в полной зависимости от субстанции, а участвует в познании объекта познания самостоятельно. И объект познания, и субъект познания оба являются реальными постольку, поскольку реален сам процесс познания.
Субъект познания является реальным постольку, поскольку осуществляет познание. Субъект, познающий совершенным способом познания, совершенно реален — он есть сама реальность как субъект познания. Это абсолютный субъект, которому доступно абсолютное знание как истина всех способов познания. Конечным результатом самостоятельности субъекта и его познания форм познания становится совпадение субстанции познающего субъекта и субъективных форм познания субстанции, внутреннего духовного начала субъекта и окружающей его материи, которые совпадают как абсолютная идеальная сущность — Абсолютная идея.
Согласно Гегелю окружающая действительность — это не что иное, как результат деятельности абсолютного субъекта познания. Абсолютный субъект познания производит познание, результатом которого является развитие всей окружающей действительности. Субстанция безостановочно развивается во внутреннем диалектическом различии и рефлективном отношении к себе: рефлексия происходит не только на стороне человека, но и на стороне познаваемого им объекта. Согласно Гегелю, не реальность подталкивает философию к истине, не философия навязывает взгляд о том, что реальность стремится к истине, но сама реальность стремится к ней. Это делает истинную философию (знание того, что есть на самом деле) не только стремлением к знанию, но поистине возможной и исторически неизбежной, поскольку Истина является целью исторического развития. Согласно Гегелю, истинная философия должна не вступать в некое отношение к абсолютной сущности, а быть развёртыванием системы её собственного самопознания, в котором эта сущность вступает в отношение с самой собой. Этим Гегель ставит под сомнение действительность всех научных результатов, полученных до него, поскольку они должны быть выражены как отношения сущности к себе самой.
Согласно Гегелю, наиболее важным для истинно научного познания является знание форм, которыми само истинное знание получено, и это знание форм нисколько не искажает само фундаментальное, неопосредованное истинное знание субстанции, а наоборот раскрывает его во всей полноте. Согласно Гегелю, эта чистая форма познания производит содержание познания, доступное только философу, абсолютное содержание без каких-либо ограничений. В результате феноменологии духа Понятие открывает себя и как форма знания, и как форма самой реальности, и единственным абсолютным субъектом, а система философии является не только знанием о знании и не только знанием о реальности, но совершенным знанием их движения в единстве. В познании достигается совпадение мысли и вещи. Конечным результатом «Феноменологии духа» является понятие науки без его содержания, становясь основой философского, чисто научного, «логического» познания.

## Метод феноменологии духа
Метод, разработанный Гегелем в «Феноменологии духа», был использован в дальнейших трудах этого мыслителя и оказал значительное влияние на развитие европейской и мировой философии, получив наименования «спекулятивный метод», «метод Гегеля», «идеалистическая диалектика». Стоит учесть, что в новоевропейской философии под методом понимается не только методика в общепринятом смысле слова. Например, Спиноза понимает его как такое исследование разума, которое становится источником понятий. Гегель продолжает эту традицию.
Согласно этому методу исследовательское сознание не отказывается от обыденного в пользу философского, а начинает с непосредственных установок сознания, налично данных явлений и последовательно приходит к чистому знанию.
К числу основных, непосредственных установок сознания Гегель относит, во-первых, противопоставленность и несвязанность формы познания и содержания познания, «достоверности» и «истины»; во-вторых, завершённость, самодостаточность объекта и незавершённость, несамодостаточность мышления, понимание истины как соответствия мышления своему предмету; в-третьих, понимание процесса мышления как принадлежащего только субъекту и происходящего только внутри субъекта.
«Феноменология духа» принимает их как данность и начинает с них. Гегель отмечает, что эти предрассудки условно допустимы в области непосредственного познания явлений окружающего мира, но совершенно недопустимы в области «разумного познания», поэтому, как преддверие философии, феноменология духа последовательно избавляет себя от них, продвигаясь в исследовании предмета. Гегель последовательно критикует формы знания явлений как ограниченные, неполноценные и несовершенные, и конечной целью этой критики ограниченностей познающего сознания является получение единого знания о предмете вообще («предметности», содержании вообще, «вещи в себе») и о знании вообще (познающем субъекте, которое это содержание знает).
Согласно Гегелю, исследовательское сознание в начальный момент исследования не отличается от обыденного сознания. Обыденное сознание устанавливает начальную противоположность между моментами знания, поскольку для обыденного сознания вещи существуют вне сознания, а сознание существует вне вещей. Начальное знание познающего субъекта характеризуется двумя разделёнными моментами: Я и предмет сознания — и отношением между этими моментами. Другие названия: «момент знания» и «момент негативной по отношению к знанию предметности», «момент для-себя» и «момент в-себе». Эти моменты знания и отношение между ними образуют целостную форму сознания, именуемую Гегелем гештальт («Gestalt»). Вместе с этими моментами и их связью обыденное сознание признаёт и то, что сознание раздвоено и едино одновременно.
Предметом феноменологического исследования является само знание. Знание как предмет рассмотрения тоже обладает некоторой истиной знания, моментом в-себе, который предстаёт для исследующего его сознания как момент для-себя. Это сразу же лишает основания начальную установку обыденного сознания на противоположность знания и предмета, «достоверности» и «истины»: истина знания рассматривается в моменте для-себя, моменте знания, а само знание рассматривается в моменте в-себе, моменте истины. Знание о предмете и предмет знания меняются местами.
Поскольку предметом рассмотрения становится теперь содержание момента для-себя, то есть знание о предмете, это знание ставится под сомнение, то есть перестаёт быть истинным знанием. Рефлексия над знанием прежнему знанию о предмете противопоставляет истинное знание о предмете, и одномоментно с этим происходит рефлексия на стороне предмета (истины): прежнему предмету (истине) противопоставляется предмет, который существует только в представлении сознания (истина для сознания), а не вне сознания. Это изменяет значение момента в-себе, то есть истины предмета, которая становится истиной только для сознания, не истиной вне сознания, то есть перестаёт быть истиной в прежнем смысле. Только из-за того, что обыденное сознание готово признать единство раздвоенного сознания, критерий истинности становится неоднозначным, двусмысленным. Он может быть определён и как соответствие мышления, сознания, знания своему предмету, и как соответствие предмета, сущности, истины — мышлению. Принятая в начале противоположность моментов обыденного сознания получает противоречащее ей развитие в виде перевёрнутой противоположности. Согласно Гегелю, такая критика критерия обыденного знания показывает, что сознание само задаёт себе критерий истины, а не что-то внешнее.
В результате рефлексии сознания над своим знанием оно совершенно неожиданно для себя получает и новый предмет, новое в-себе, новую истину. Такое изменение моментов сознания происходит само по себе, хотя и в связи с действиями сознания по узнаванию своего знания, но независимо от него самого. Его участие сводится только к осознанию двусмысленности того, что оно считает своим знанием, но оно никак не принимает участия в рефлексии на стороне предмета, в-себе, истины. Рефлексия на стороне предмета приводит к образованию нового предмета и обнаружению сознанием новой формы сознания. В отличие от обыденного сознания, запутанного противоречием с самим собой, сознание феноменолога остаётся способным отличать момент в-себе и момент для-себя. Но в случае исследования (узнавания) знания оба эти момента оказываются в равной мере истиной, моментом в-себе. Происходит расширение момента в-себе (предмета), который удваивается прежними моментами для-себя и в-себе и включает в себя противоречие между ними.

Противоречие есть критерий истины, отсутствие противоречия — критерий заблуждения.
— Гегель Г.В.Ф. Работы разных лет, т. 1. Москва, 1970, с. 265.
В соответствии с изменившимся моментом в-себе изменяется и момент для-себя (знание, сознание, мышление), который оказывается без содержания, то есть меняется сам субъект познания. В результате вопроса о знании обыденное сознание видит только двусмысленность своего знания, но не видит того, что этот вопрос ставит под сомнение также и момент в-себе, истину знания. Гегель различает прежний момент для-себя и новый получившийся момент для-нас, чтобы перейти к новой форме сознания.
По своим начальным условиям исследовательское сознание не претендует на то, чтобы знать содержание. Это право остаётся за обыденным сознанием, а исследовательское сознание к нему присоединяется. Благодаря единству обыденного сознания, проверяющего содержание, и исследовательского сознания, проверяющего форму (но не отдельно одному из них), становится возможным момент для-нас.
Термины «Мы» и «для-нас» связаны с единством всех сознаний, занятых исследованием явлений духа, в духе. Каждый «Я» мыслится Гегелем как находящийся в духе, как субъективированный дух. Согласно Гегелю, вопреки очередному предрассудку обыденного сознания действующим лицом исследования является не чьё-либо отдельное сознание, а дух как основа всех существующих сознаний, который оказывается абсолютным, субстанцией. Дух является предметом исследования, которое совершает сам дух и которое совершается в рамках самого духа. Это знание духа о себе является наукой в полном смысле слова.
В моменте для-нас исследовательское сознание выходит из рамок прежнего формообразования („Gestaltungen“) сознания, но попадает в новые формальные рамки с новыми моментами в-себе и для-себя. Пока сохраняется сама противоположность моментов сознания, момент для-нас всегда содержит нечто ещё неизвестное для исследующего сознания, но известное более развитому сознанию на следующей ступени. Сознание вновь возвращается к проверке своего знания по содержанию, а формальность феноменологии духа позволяет совершить научную дедукцию всех форм сознания без исключения, используя возобновления одного этого движения. Этот повторяющийся процесс развития сознания, в котором происходит возникновение нового предмета, Гегель называет опытом сознания и диалектическим движением, которое само является для сознания естественным процессом и происходит до тех пор, пока не будет устранено неравенство моментов в-себе и для-себя, субстанции и Я.
Научная дедукция форм происходит способом самопроверки, саморазвития, самодвижения. Исследование состоит в проверке содержания по всем правилам обыденного сознания. Исследование тем самым последовательно оказывается демонстрацией ограниченности всех правил и всех форм абстрактного знания о субстанции предмета, то есть конкретным понятием.

## Оглавление
- Предисловие
  - I. Научная задача нашего времени

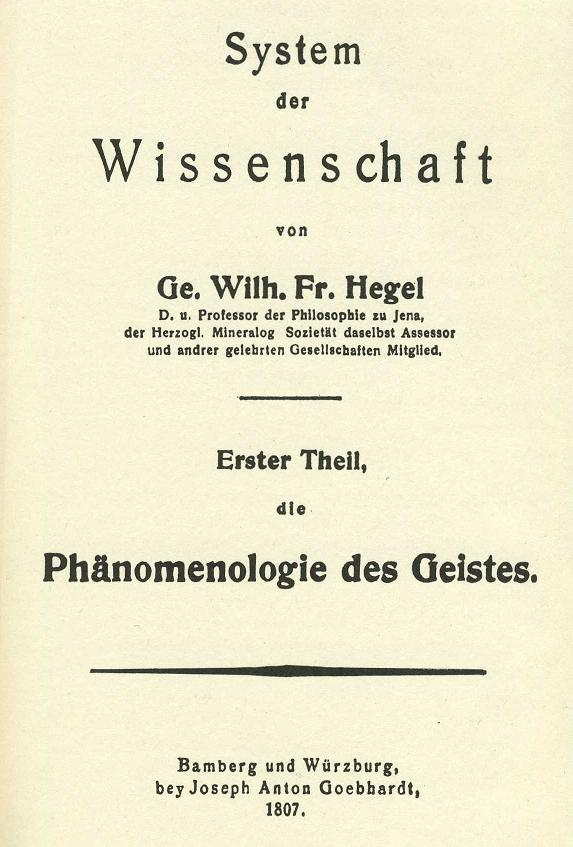
Титульный лист, 1807

  - II. Развитие сознания до уровня науки
  - III. Философское познание
  - IV. Требования, предъявляемые к философскому изучению
- Введение
- [A. Сознание] (нем. Bewusztsein)
  - I. Чувственная достоверность или «это» и мнение
  - II. Восприятие или вещь (Ding) и иллюзия
  - III. Сила (Kraft) и рассудок, явление (Erscheinung) и сверхчувственный мир
- [B. Самосознание]
  - IV. Истина достоверности себя самого
    - A. Самостоятельность и несамостоятельность самосознания; господство и рабство
    - B. Свобода самосознания; стоицизм, скептицизм и несчастное сознание
- [С. Абсолютный субъект]
  - (А. А.) Разум (нем. Vernunft)
  - (В. В.) Дух
  - (С. С.) Религия
  - (D. D.) Абсолютное знание
  - V. Достоверность и истина разума
    - A. Наблюдающий разум
      - a. Наблюдение природы
      - b. Наблюдение самосознания в его чистоте и в его отношении к внешней действительности; логические и психологические законы
      - c. Наблюдение самосознания в его отношении к своей непосредственной действительности; физиогномика и френология

    - B. Претворение разумного самосознания в действительность им самим
      - a. Удовольствие и необходимость
      - b. Закон сердца и безумие самомнения
      - c. Добродетель и общий ход вещей

    - C. Индивидуальность, которая видит себя реальной в себе самой и для себя самой
      - a. Духовное животное царство и обман или сама суть дела
      - b. Разум, предписывающий законы
      - c. Разум, проверяющий законы

  - VI. Дух (нем. Geist)
    - A. Истинный дух, нравственность
      - a. Нравственный мир, человеческий и божественный закон, мужчина и женщина
      - b. Нравственное действие, человеческое и божественное знание, вина и судьба
      - c. Правовое состояние

    - B. Отчуждённый от себя дух; образованность
      - I. Мир отчуждённого от себя духа
        - a. Образованность и её царство действительности (нем. Wirklichkeit)
        - b. Вера и чистое здравомыслие

      - II. Просвещение (нем. Die Aufklärung)
        - a. Борьба просвещения с суеверием (нем. Aberglauben)
        - b. Истина просвещения

      - III. Абсолютная свобода и ужас (нем. Schrecken)

    - C. Дух, обладающий достоверностью себя самого. Моральность
      - a. Моральное мировоззрение (нем. Weltanschauung)
      - b. Перестановка
      - c. Совесть (нем. Gewissen), прекрасная душа, зло и его прощение

  - VII. Религия
    - A. Естественная религия
      - a. Светлое существо
      - b. Растение и животное
      - c. Мастер

    - B. Художественная религия
      - a. Абстрактное произведение искусства (нем. Kunstwerk)
      - b. Живое произведение искусства
      - c. Духовное произведение искусства

    - C. Религия откровения

  - VIII. Абсолютное знание (нем. Das absolute Wissen)

## Переводчики
- На русский язык — Г. Г. Шпет, Э. Л. Радлов, Б. А. Фохт (издан в 1956 г.).
- На французский язык — Ипполит, Жан.